# Devrimci Karargâh
El Cuartel Revolucionario (en turco Devrimci Karargâh o DK) fue una organización marxista-leninista de Turquía.

## Historia
DK llamó la atención pública por primera vez en abril de 2009, cuando algunos de sus miembros estuvieron involucrados en un tiroteo de seis horas con la policía en el barrio de Bostancı de Estambul, lo que provocó la muerte de un policía, un transeúnte y el líder de la organización, Orhan Yılmazkaya. 20 de sus miembros fueron arrestados en septiembre de 2009. DK también es responsable de varios ataques con bomba entre 2008 y 2009.
La periodista Aylin Duruoglu estuvo detenida durante más de seis meses por conocer a uno de los presuntos miembros de DK. El exjefe de policía Hanefi Avcı, un conservador de tendencia islamista, también es acusado y fue acusado en el caso Odatv de los juicios de Ergenekon.
DK pudo haber sido infiltrado por la Organización de Inteligencia Nacional (MIT) de Turquía: Murat Şahin, agente del MIT, fue arrestado en una redada contra el DK en diciembre de 2011, y liberado una semana después y su archivo separado de los de otros detenidos. En febrero de 2017, Devrimci Karargâh anunció que se estaba disolviendo y formando parte del Partido Comunero Revolucionario, la principal organización que componía las Fuerzas Unidas de Liberación.[cita requerida]